# 桜田晋也
桜田 晋也（さくらだ しんや、本名：今野 哲男（こんの てつお）、1949年7月 - 2011年5月7日）は日本の歴史小説作家。

## 略歴
北海道生まれ。北海道札幌南高等学校卒業。
高校卒業後東京に出て、アルバイトをしながら専門学校でフランス語を学ぶ。その傍ら独学で小説の勉強を始める。1972年より、日本浪漫派の系譜を引く文芸総合雑誌『浪漫』に文芸評論を行う。
1980年、奈良日日新聞に後醍醐天皇の半生を描いた『南朝記』を丘野哲靖（おかのあきのぶ）名義で連載開始、歴史小説の執筆を始める。歴史上の人物が生きた時代のうねりを描くことを主題とした、長編の歴史小説を手掛ける。
2011年5月7日、肺炎のため静岡県下田市の病院で死去。61歳没。

## 作品リスト
- 南朝記
- 足利高氏（1985年6月、読売新聞社（上下）、1988年8月、角川文庫、「足利尊氏」祥伝社文庫）
- 叛将明智光秀（1986年、読売新聞社（「青雲の巻」「雄略の巻」）、「明智光秀」角川文庫、学陽書房人物文庫）
- 尼将軍政子（1991年、角川書店（全4冊）、「尼将軍北条政子」角川文庫（全4冊）
- 武神（1994年8月、学研、「武神 八幡太郎義家」学陽書房人物文庫
- 元就軍記（1996-97年、徳間書店（上下）、のち祥伝社文庫
- 大軍師黒田官兵衛（1999年6月、祥伝社、のち文庫
- 芋汁武士道 家康と徳川家臣団（2000年2月、祥伝社） ISBN 4-396-63166-9
- 戦国武将の妻たち（2002年1月、永岡書店コスモ文庫） ISBN 4-522-47520-9